# Zelotes calactinus
Zelotes calactinus este o specie de păianjeni din genul Zelotes, familia Gnaphosidae, descrisă de Di Franco, 1989.
Este endemică în Italia. Conform Catalogue of Life specia Zelotes calactinus nu are subspecii cunoscute.